# Phylloxiphia goodii
Phylloxiphia goodii là một loài bướm đêm thuộc họ Sphingidae. Loài này có ở Sierra Leone, Liberia, Cameroon, Cộng hòa Trung Phi, Gabon, Cộng hòa Dân chủ Congo và Cộng hòa Congo.